# جان دبلیو. نوردستروم
جان دبلیو. نورداستروم (به انگلیسی: John W. Nordstrom) (زاده ۱۵ فوریه ۱۸۷۱ - درگذشته ۱۱ اکتبر ۱۹۶۳) بازرگان و کارآفرین آمریکایی سوئدی تبار بود، که در سال ۱۹۰۱ فروشگاه زنجیره ای نورداستروم را تأسیس نمود.